# Termobimetal

Odkształcenie termobimetalu zwiniętego w spiralę pod wpływem zmiany temperatury

Termobimetal (inaczej: bimetal termometryczny) – w technice element sprężysty, powstały poprzez połączenie metodą lutowania bądź zgrzewania dwóch warstw metali lub ich stopów, charakteryzujących się różnymi współczynnikami rozszerzalności cieplnej. Warstwa, której współczynnik ma większą wartość, zwana jest warstwą czynną, druga zaś – warstwą bierną. Termobimetale najczęściej wytwarzane są w postaci płytek lub taśm. Taśmy większej długości często zwija się w płaską spiralę Archimedesa lub linię walcową śrubową tak, aby zajmowały mniej miejsca. Spotyka się także elementy, w których łączy się różne kształty w celu uzyskania specjalnego efektu.
Istotą termobimetali jest ich odkształcenie temperaturowe. Wraz ze wzrostem temperatury element termobimetalowy wygina się w stronę warstwy biernej na skutek różnicy wartości współczynników rozszerzalności liniowej; dzięki niej warstwa czynna ulega większemu wydłużeniu pod wpływem temperatury, niż warstwa bierna.
Zmiana temperatury termobimetalu może nastąpić w wyniku zmiany temperatury otoczenia, konwekcji, promieniowania cieplnego, doprowadzenia ciepła do elementu przez przewodniki cieplne, a także ogrzewania prądem elektrycznym. W tym ostatnim przypadku wyróżnia się ogrzewanie bezpośrednie, w którym termobimetal przewodzi prąd, i pośrednie, w którym element przewodzący prąd zamontowany jest blisko ogrzewanego w ten sposób elementu termobimetalowego.
Obecnie termobimetale wytwarzane są najczęściej ze stali o wysokiej procentowej zawartości niklu (warstwę bierną wykonuje się przede wszystkim z inwaru). Znajdują one szerokie zastosowanie m.in. w zegarach, przyrządach pomiarowych, aparatach elektrycznych, układach regulujących i stabilizujących temperaturę.

## Historia[7]

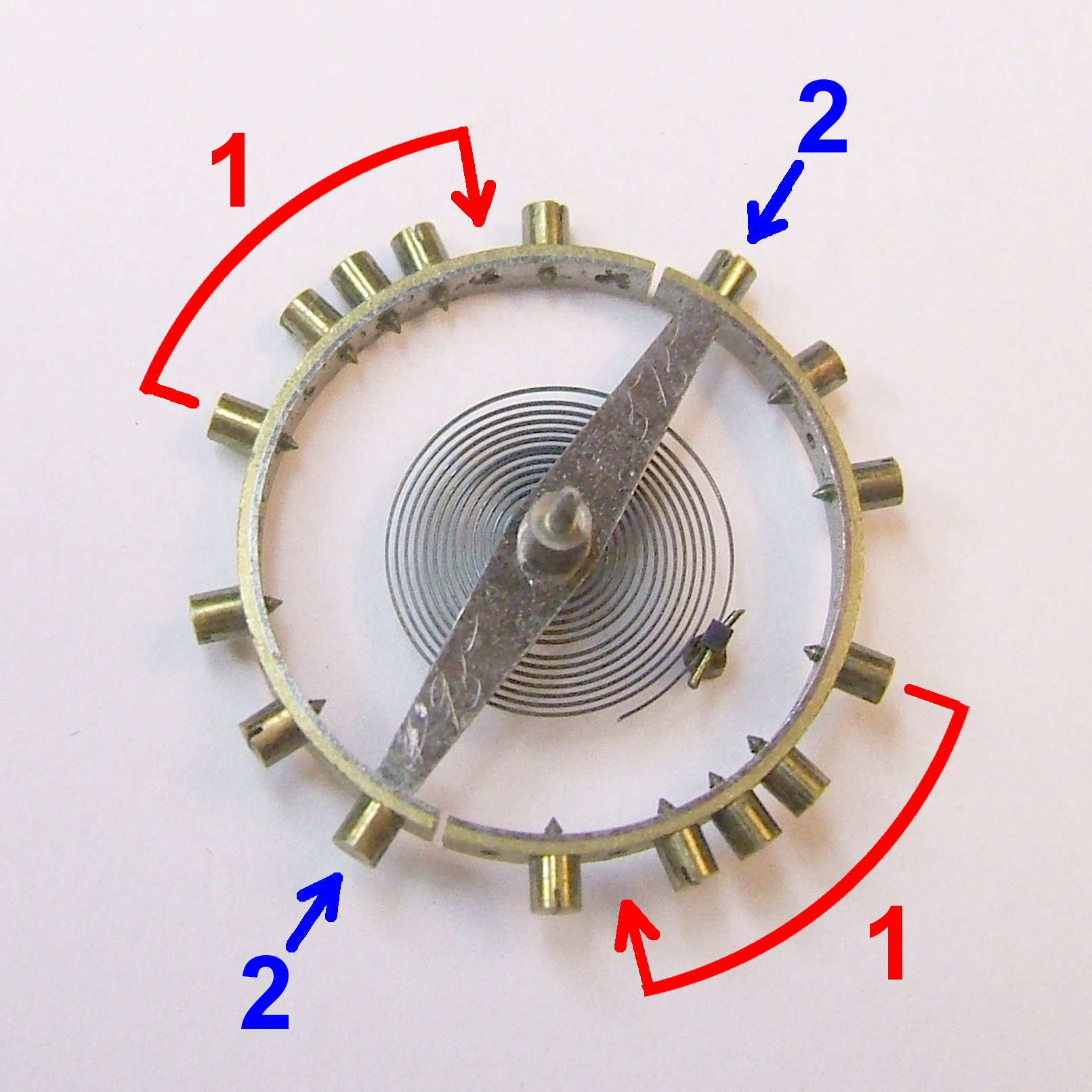
Balans wysokiej klasy zegarka kieszonkowego z początku XX wieku

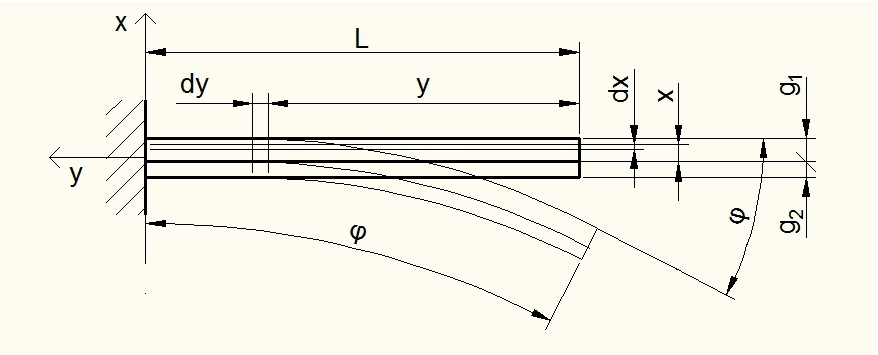
Rys 1. Odkształcenie termobimetalu o utwierdzonym jednym końcu, przy wzroście temperatury.

Pierwsze udokumentowane zastosowanie termobimetali datuje się na rok 1775. Zostały one użyte jako kompensatory balansu. W 1858 Amerykanin o nazwisku Wilson opatentował w Stanach Zjednoczonych bimetal termostatyczny, wykonany z mosiądzu i stali (patent nr 24896), jednak zastosowane przez niego materiały charakteryzowały się niewielką różnicą wartości współczynników liniowej rozszerzalności cieplnej, przez co odkształcenie wywołane zmianą temperatury było zbyt małe, aby wynalazek mógł znaleźć szerokie zastosowanie w praktyce. Dzięki wynalezieniu inwaru przez Charles’a Édouarda Guillaume’a w 1897, termobimetalami zaczęto interesować się pod kątem możliwości ich zastosowań przemysłowych w układach regulacji i przyrządach pomiarowych, co miało zaowocować możliwością dokładniejszej kontroli pracy urządzeń, zwiększeniem wydajności i energooszczędności. W latach dwudziestych XX wieku opublikowano prace opisujące właściwości termiczne termobimetali oraz analizy odkształceń w funkcji ich geometrii i różnic parametrów. Do początku lat trzydziestych elementy termobimetalowe znalazły już szerokie zastosowanie w przemyśle, m.in. samochodowym, lotniczym i morskim. Miały kształt spiral, helis, dysków, pasków prostych i w kształcie litery „U”.

## Praca ogrzewanego termobimetalu
W ogrzewanym termobimetalu następuje zamiana energii termicznej na energię potencjalną naprężeń wewnętrznych, która z kolei może zostać zamieniona na energię mechaniczną. W związku z tym elementy termobimetalowe mogą magazynować energię w podobny sposób do sprężyn. Równania (8) oraz (22) pozwalają wyznaczyć przyrost temperatury niezbędny do wykonania określonej pracy. Przy liniowych charakterystykach przyrost ten może być wyznaczony za pomocą metody superpozycji, sumując przyrosty temperatury konieczne z jednej strony do wywołania przemieszczenia x swobodnego końca sprężyny, a z drugiej – do wywołania odpowiednio dużej siły P w nieprzemieszczającym się końcu sprężyny.

## Czułość
Czułość termobimetalu kt określa, o jaki kąt ugnie się element termobimetalowy po zwiększeniu jego temperatury o 1 °C. Jest ona stała dla termobimetalu o określonych wymiarach, współczynnikach sprężystości wzdłużnej (E1 i E2) i liniowej rozszerzalności temperaturowej (α1 i α2). Wielkość ta jest niezależna od szerokości elementu.
|  |  | {\displaystyle k_{t}={\frac {6E_{1}E_{2}g_{1}g_{2}(g_{1}+g_{2})(\alpha _{1}-\alpha _{2})}{4E_{1}E_{2}g_{1}g_{2}{(g_{1}+g_{2})^{2}+{(E_{1}{g_{1}}^{2}-E_{2}{g_{2}}^{2})}^{2}}}}\left[{\frac {1}{\mathrm {m\cdot {}^{\circ }C} }}\right]} |  | (1) |

Zapisując wzór na odwrotność czułości, można wyznaczyć warunek, w którym przyjmuje ona wartość maksymalną:
|  |  | {\displaystyle {\frac {1}{k_{t}}}={\frac {2}{3}}{\frac {g_{1}+g_{2}}{\alpha _{1}-\alpha _{2}}}+{\frac {{(E_{1}{g_{1}}^{2}-E_{2}{g_{2}}^{2})}^{2}}{6E_{1}E_{2}g_{1}g_{2}(g_{1}+g_{2})(\alpha _{1}-\alpha _{2})}}} |  | (2) |

Przy stałej wartości g1 + g2, czyli stałej grubości, czułość osiąga maksymalną wartość, gdy druga część wyrażenia (2) jest równa zero. Stąd wynika zależność, której spełnienie zapewnia maksymalną czułość termobimetalu:
|  |  | {\displaystyle {\frac {g_{1}}{g_{2}}}={\sqrt {\frac {E_{2}}{E_{1}}}}} |  | (3) |

Termobimetal, który spełnia zależność (3), nazywany jest normalnym. Jego czułość wyraża się uproszczonym wzorem:
|  |  | {\displaystyle k_{t}={\frac {3(\alpha _{1}-\alpha _{2})}{2(g_{1}+g_{2})}}} |  | (4) |

Dalsza część obliczeń w artykule odnosi się do termobimetali normalnych, ponieważ w praktyce dąży się do uzyskania maksymalnej czułości, a co za tym idzie, wykorzystuje się je zdecydowanie najczęściej.

## Bezwładność cieplna
Każdy element termobimetalowy charakteryzuje się bezwładnością cieplną – zmiana temperatury w termobimetalu jest opóźniona w czasie względem zmian w temperaturze otoczenia. Wielkość opóźnienia zależy od szybkości zmian temperatury, pojemności cieplnej elementu oraz warunków doprowadzania ciepła. Następstwem tego są np. błędy wskazań i regulacji temperatury, jednak ze względu na fakt, że pojemność cieplna termobimetali jest bardzo mała, poprzez odpowiednią konstrukcję błędy te mogą zostać zredukowane do bardzo małych wartości.

## Odkształcenia

### Pod wpływem zmian temperatury
Ogrzewany termobimetal wygina się wypukłością po stronie warstwy czynnej, natomiast w przypadku ochładzania – w drugą stronę. Przyczyną jest różnica wartości współczynników rozszerzalności cieplnej materiałów, z których wykonane są warstwy elementu termobimetalowego; przy zmianie temperatury warstwa czynna rozszerza się bardziej niż bierna, powodując ugięcie elementu.
W wyniku ogrzania o wartość Δt płytki termobimetalowej podpartej jednostronnie (rys. 1) i nieobciążonej siłami i momentami zewnętrznymi, płytka zgina się, a styczna do linii ugięcia na jej końcu tworzy kąt φ z jej pierwotnym kierunkiem. Linia połączenia obu warstw wydłuża się o pewną wartość ΔL, a włókno odległe o x od linii łączenia – o ΔL + φx. Różnica między wydłużeniem całkowitym a tym pochodzącym od temperatury jest równa dla warstwy czynnej: ΔL + φx – Lα1Δt.
Zgodnie z prawem Hooke’a, w opisywanym włóknie warstwy czynnej wystąpi napięcie (siła), równe:
|  |  | {\displaystyle F={\frac {\Delta L+x\varphi -L\alpha _{1}\Delta t}{L}}E_{1}sdx} |  | (5) |

Powyższe wzory dla strony biernej różnią się podstawieniem współczynnika α2 zamiast α1. W przypadku warstwy biernej należy także wziąć x ze znakiem ujemnym (zgodnie z oznaczeniami na rys. 1).
Ponieważ założono, że na termobimetal nie działa żadna zewnętrzna siła ani moment, to w dowolnym przekroju poprzecznym, prostopadłym do linii ugięcia, muszą zostać spełnione warunki równowagi, tzn. wszystkie siły i momenty muszą się równoważyć (ich suma wektorowa musi być równa zero). Z równań opisujących warunki równowagi wyprowadzić można wzór na kąt ugięcia swobodnego końca termobimetalu pod wpływem ogrzania:
|  |  | {\displaystyle \varphi =k_{t}L\Delta T} |  | (6) |

Podczas ogrzewania elementarny odcinek dy, odległy od swobodnego końca termobimetalu o y (rys. 1), zgina się o kąt dφ = ktdyΔt. Kąt dφ jest mały, więc wartość funkcji sin(dφ) i cos(dφ) jest w przybliżeniu równa mierze kąta, co z kolei oznacza, że elementarne ugięcie końca na skutek zgięcia się elementu dy o kąt dφ, jest równe:
|  |  | {\displaystyle df=yd\varphi } |  | (7) |

Całkując powyższy wzór, otrzymuje się strzałkę ugięcia całego termobimetalu:
|  |  | {\displaystyle f=\int \limits _{0}^{L}k_{t}\Delta t\,y\,dy={\frac {k_{t}\Delta T\,L^{2}}{2}}} |  | (8) |

Zależność (8) jest słuszna przy założeniu, że w granicach przyrostu temperatury Δt współczynnik kt jest stały.

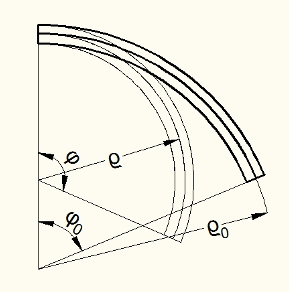
Rys 2. Odkształcenie termobimetalu łukowego pod wpływem wzrostu temperatury.

#### Odkształcenie termobimetalu łukowego[3]
Jeżeli grubość termobimetalu o kształcie łuku kołowego jest mała w stosunku do promienia ρ0, to kąt ugięcia, będący różnicą pomiędzy kątem początkowym termobimetalu φ0 (rys. 2), a kątem po ogrzaniu, można w przybliżeniu obliczyć, korzystając z zależności (6):
|  |  | {\displaystyle \Delta \varphi =\varphi -\varphi _{0}=k_{t}L\Delta t} |  | (9) |

Termobimetale łukowe wykonuje się tak, aby miały możliwe dużą długość ze względu na fakt, że przy danej wartości temperatury kąt ugięcia jest wprost proporcjonalny do tej długości.

### Pod wpływem obciążeń mechanicznych
Termobimetal poddany działaniu obciążeń mechanicznych zachowuje się jak typowy element sprężysty. Sztywność termobimetalu zależy od modułów Younga materiałów, z których wykonane są poszczególne warstwy.

#### Obciążenie siłą skupioną[3]
Jeśli do końca swobodnego płytki termobimetalowej utwierdzonej jednostronnie (rys. 1) zostanie przyłożona siła skupiona P, to, z warunków równowagi sił i momentów, kąt ugięcia dφ elementarnego odcinka dy, utworzony przez styczną do termobimetalu na wysokości tego odcinka, a jego pierwotnym kierunkiem, będzie równy:
|  |  | {\displaystyle d\varphi =k_{2}Mdy} |  | (10) |

gdzie:
s – szerokość termobimetalu,
k2 – odwrotność sztywności zginania termobimetalu,
|  |  | {\displaystyle k_{2}={\frac {12(E_{1}g_{1}+E_{2}g_{2})}{s[4E_{1}E_{2}g_{1}g_{2}{(g_{1}+g_{2})}^{2}+{(E_{1}{g_{1}}^{2}-E_{2}{g_{2}}^{2})}^{2}]}}} |  | (11) |

M – moment wywołany działaniem siły P:
|  |  | {\displaystyle M=Py} |  | (12) |

Ugięcie elementarne df spowodowane ugięciem o kąt dφ wyniesie:
|  |  | {\displaystyle df=yd\varphi =k_{2}Py^{2}dy} |  | (13) |

Całkując wyrażenie (13) w granicach od 0 do L, można wyznaczyć strzałkę ugięcia końca termobimetalu:
|  |  | {\displaystyle f=\int \limits _{0}^{L}k_{2}Py^{2}dy={\frac {k_{2}PL^{3}}{3}}} |  | (14) |

W zależności (14), k2 odpowiada odwrotności iloczynu zastępczego modułu sprężystości wzdłużnej E i geometrycznego momentu bezwładności zginanej jednorodnej belki J:
|  |  | {\displaystyle E={\frac {4E_{1}E_{2}}{({\sqrt {E_{1}}}+{\sqrt {E_{2}}})^{2}}}} |  | (15) |

|  |  | {\displaystyle J={\frac {s(g_{1}+g_{2})^{2}}{12}}} |  | (16) |

Dla termobimetalu normalnego, po uwzględnieniu zależności (3):
|  |  | {\displaystyle k_{2}={\frac {3(E_{1}g_{1}+E_{2}g_{2})}{sE_{1}E_{2}g_{1}g_{2}{(g_{1}+g_{2})}^{2}}}} |  | (17) |

#### Obciążenie stałym momentem na całej długości
Jeżeli płytka termobimetalowa zostanie obciążona na całej długości stałym momentem M, to jego linia ugięcia będzie łukiem koła, a kąt ugięcia między styczną do termobimetalu a jego kierunkiem początkowym będzie równy (na podstawie zależności (10)):
|  |  | {\displaystyle \varphi =k_{2}ML} |  | (18) |

#### Podparcie od strony biernej na końcu elementu
Jeżeli siła skupiona P zostanie przyłożona od strony biernej na końcu termobimetalu, ale bez wywierania nacisku (siła P odpowiada podparciu), to odkształcenie termobimetalu pod wpływem przyrostu temperatury spowoduje powstanie siły P w miejscu podparcia. Wielkość tej siły musi być taka, aby wywołać ugięcie równe ugięciu, któremu uległby niepodparty koniec termobimetalu po ogrzaniu go o Δt. Ze wzorów (8) i (14) wynika równanie:
|  |  | {\displaystyle k_{t}\Delta t{\frac {L^{2}}{2}}={\frac {1}{3}}k_{2}PL^{3}} |  | (19) |

Stąd:
|  |  | {\displaystyle P={\frac {3k_{t}\Delta t}{2k_{2}L}}} |  | (20) |

Po podstawieniu do zależności (20) wzorów na kt (4) i k2 (17):
|  |  | {\displaystyle P={\frac {3}{4}}sg\Delta t{\frac {\alpha _{1}-\alpha _{2}}{L\left({\frac {1}{E_{1}g_{1}}}+{\frac {1}{E_{2}g_{2}}}\right)}}} |  | (21) |

Jeżeli warstwa bierna i czynna wykonane są z różnych materiałów o tych samych modułach Younga E, to ze wzoru (3) ich grubość także musi być równa, aby spełniony został warunek maksymalnej czułości. W takim wypadku wzór (20) przyjmuje uproszczoną postać:
{\displaystyle g_{1}=g_{2}={\frac {g}{2}}}
|  |  | {\displaystyle P={\frac {3}{16L}}sg^{2}\Delta tE(\alpha _{1}-\alpha _{2})} |  | (22) |

#### Podparcie od strony czynnej
W tym podpunkcie rozpatrywana jest płytka termobimetalowa o stałej szerokości, podparta w punkcie C siłą Pc między końcem a punktem utwierdzenia (rys. 3) tak, że siła ta powoduje ugięcie elementu w punkcie C o wartość fc(c). Płytka została dodatkowo ogrzana o wartość Δt.
Ugięcia w dwóch charakterystycznych punktach: punkcie podparcia i na końcu elementu termobimetalowego, pochodzące wyłącznie od siły podparcia, są w tym przypadku odpowiednio równe:
|  |  | {\displaystyle f_{c(c)}={\frac {k_{2}P_{c}{L_{c}}^{3}}{3}}} |  | (23) |

|  |  | {\displaystyle f_{b(c)}={\frac {k_{2}P_{c}{L_{c}}^{2}}{6}}(3L-L_{c})} |  | (24) |

gdzie:
Lc – odległość między utwierdzeniem a punktem podparcia,
Ugięcie (23) oblicza się na podstawie wzoru (14), natomiast ugięcie (24) wylicza się z analogicznego wzoru na ugięcie sprężyny.
Ugięcia w tych samych punktach, spowodowane zmianą temperatury, wynoszą:
|  |  | {\displaystyle f_{c(\Delta t)}=k_{t}\Delta t{\frac {{L_{c}}^{2}}{2}}} |  | (25) |

|  |  | {\displaystyle f_{b(\Delta t)}=k_{t}\Delta t{\frac {{L}^{2}}{2}}} |  | (26) |

Wypadkowe ugięcia w obydwu punktach, odpowiednio fc(c, Δt) i fb(c, Δ t), są równe sumie ugięć wywołanych oddzielnie przez zginanie i ogrzanie. Otrzymuje się w ten sposób dwa równania ugięć całkowitych ((23) i (25), (24) i (26)). Po wyrugowaniu z nich nieznanej wartości Pc, otrzymuje się zależność pomiędzy nimi:
|  |  | {\displaystyle f_{b(c,\Delta t)}={\frac {1}{2}}f_{c(c,\Delta t)}\left(3{\frac {L}{L_{c}}}-1\right)+{\frac {1}{4}}k_{t}\Delta t(L-L_{c})(2L-L_{c})} |  | (27) |

#### Naprężenia w termobimetalu

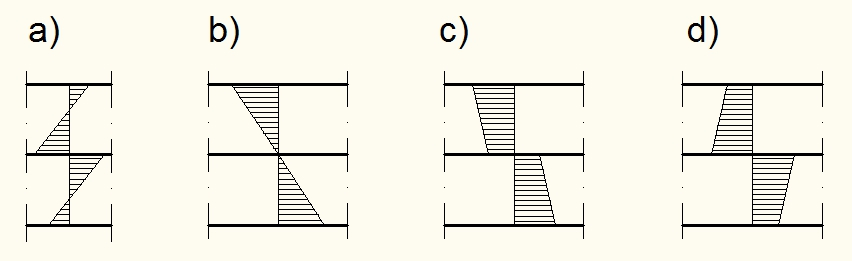
Rys 3. Rozkład naprężeń w termobimetalu: a) ogrzewanym, b) zginanym (obciążonym siłą), c), d) – ogrzewanym i jednocześnie podpartym.

Maksymalną wartość siły, jaką może być obciążony swobodny koniec termobimetalu, ograniczają dopuszczalne naprężenia występujące na powierzchniach zewnętrznych obu warstw (rys. 3b); maksymalną temperaturę, do jakiej można podgrzać termobimetal ze swobodnym końcem – dopuszczalne naprężenia na powierzchni złącza obu warstw (rys. 3a). W przypadku jednoczesnego podgrzewania termobimetalu i obciążania go siłą, naprężenia wypadkowe są sumą naprężeń pochodzących od podgrzewania i obciążania i to, w którym miejscu wystąpi maksymalne naprężenie zależy od tego, w jakim stosunku pozostają do siebie obydwa rodzaje naprężeń składowych (rys. 3c, d).
W przypadku termobimetali normalnych (spełniających zależność (3)) warstwa obojętna pokrywa się z linią połączenia warstw, w związku z czym zwroty wektorów naprężeń w poszczególnych warstwach są do siebie przeciwne. Jeśli oprócz tego warstwy są tej samej grubości, to rozkład naprężeń jest symetryczny względem linii połączenia.
W celu obliczenia naprężeń poszczególnych warstw, należy podstawić w poszczególnych wzorach podanych w tej sekcji za Eξ, αξ i gξ odpowiednio moduł Younga, współczynnik liniowej rozszerzalności cieplnej i grubość warstwy charakteryzujące warstwę, dla której liczone jest naprężenie.

### Wywołane wzrostem temperatury
W swobodnej płytce termobimetalowej utwierdzonej na jednym końcu (rys. 1) i spełniającej warunek maksymalnej czułości (3), po uwzględnieniu równowagi sił i momentów, otrzymuje się zależności:
|  |  | {\displaystyle {\frac {\Delta L}{L}}={\frac {g_{2}\alpha _{1}+g_{1}\alpha _{2}}{g_{2}+g_{1}}}\Delta t} |  | (28) |

|  |  | {\displaystyle {\frac {\varphi }{L}}={\frac {3}{2}}{\frac {\alpha _{1}-\alpha _{2}}{g_{2}+g_{1}}}\Delta t} |  | (29) |

Ze wzoru (5) naprężenie w warstwie czynnej, będące funkcją odległości x od powierzchni połączenia warstw, wynosi:
|  |  | {\displaystyle \sigma _{\xi }=\left({\frac {\Delta L}{L}}+x{\frac {\varphi }{L}}-\alpha _{\xi }\Delta t\right)E_{\xi }=\left({\frac {g_{2}\alpha _{1}+g_{1}\alpha _{2}}{g_{2}+g_{1}}}\Delta t+{\frac {3}{2}}x{\frac {\alpha _{1}-\alpha _{2}}{g_{2}+g_{1}}}\Delta t-\alpha _{\xi }\Delta t\right)E_{\xi }} |  | (30) |

Podstawiając do wzoru (30) za x poszczególne odległości od powierzchni połączenia warstw elementu termobimetalowego, można opisać punkty charakterystyczne rozkładu naprężeń, tj. wyznaczyć maksymalne i minimalne wartości naprężeń wraz z miejscem ich występowania:
|  |  | {\displaystyle \sigma _{\xi (x=0)}={\Delta t{\frac {g_{\xi }(\alpha _{2}-\alpha _{1})}{g_{1}+g_{2}}}E_{\xi }}=\sigma _{\xi max}} |  | (31) |

|  |  | {\displaystyle \sigma _{\xi (x=g_{\xi })}=-{\frac {1}{2}}\sigma _{\xi (x=0)}} |  | (32) |

|  |  | {\displaystyle x_{(\sigma _{\xi }=0)}={\frac {2}{3}}g_{\xi }} |  | (33) |

#### Maksymalny dopuszczalny przyrost temperatury[1][3]
Maksymalne naprężenia przy ogrzewaniu występują na powierzchni złączenia obu warstw. Nie powinny one przekroczyć naprężeń dopuszczalnych wyznaczonych dla materiałów poszczególnych warstw w celu niedopuszczenia do wystąpienia odkształceń trwałych. Przyrost naprężeń jest proporcjonalny
do przyrostu temperatury. Wynika stąd, że istnieje graniczny przyrost temperatury, któremu może być poddany element termobimetalowy o danej strukturze i grubości bez ryzyka wystąpienia odkształceń trwałych wywołanych tylko przez ogrzanie:
|  |  | {\displaystyle \Delta t_{mx}=\left\|{\frac {R_{e}}{zE_{\xi }}}{\frac {g_{1}+g_{2}}{g_{\xi }(\alpha _{2}-\alpha _{1})}}\right\|} |  | (34) |

gdzie:
Re – granica plastyczności materiału danej warstwy,
z – współczynnik bezpieczeństwa.
Maksymalny dopuszczalny przyrost temperatury wyznacza się, obliczając wartość wyrażenia (34), porównując otrzymane wyniki i wybierając mniejszą wartość.

### Wywołane zginaniem[3]
Naprężenie wywołane zginaniem we włóknie odległym o x (rys. 1) od powierzchni połączenia warstw wynosi:
|  |  | {\displaystyle \sigma _{\xi g}=\left({\frac {\Delta L}{L}}+x{\frac {\varphi }{L}}\right)E_{\xi }} |  | (35) |

W przypadku termobimetalu o maksymalnej czułości (spełniającego zależność (3)), powierzchnia połączenia warstw jest warstwą obojętną, tj. nie występują w niej naprężenia. Dla takiego termobimetalu, przy zmiennym momencie gnącym pochodzącym od skupionej siły przyłożonej na końcu, wyrażenie przyjmuje postać:
|  |  | {\displaystyle \sigma _{\xi g}=x{\frac {d\varphi }{dL}}E_{\xi }} |  | (36) |

Z zależności wynika, że maksymalne naprężenia przy zginaniu występują na powierzchniach zewnętrznych termobimetalu (rys. 3b):
|  |  | {\displaystyle \sigma _{\xi g(max)}={\frac {3PL}{sg_{\xi }(g_{1}+g_{2})}}} |  | (37) |

Po podstawieniu siły P ze wzoru (23):
|  |  | {\displaystyle \sigma _{\xi g(max)}={\frac {9f}{sg_{\xi }(g_{1}+g_{2})k_{2}L^{2}}}} |  | (38) |

W celu obliczenia naprężeń w poszczególnych warstwach należy postępować tak samo jak w poprzednim podpunkcie.

### Wywołane ogrzaniem, z podparciem od strony biernej[3]

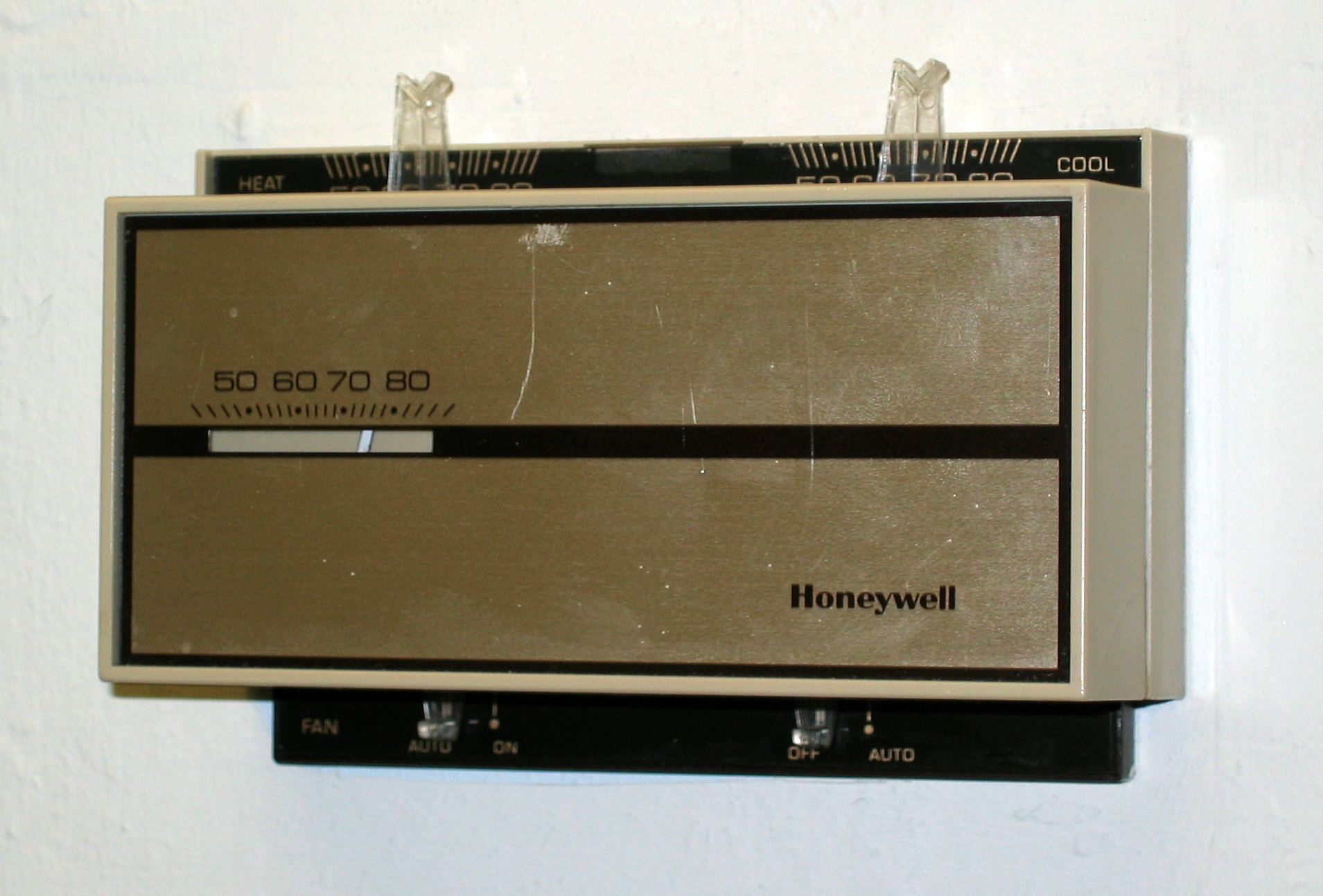
Termostat biurowy firmy Honeywell, używający termobimetalowej taśmy do kontroli temperatury.

W przypadku, w którym element termobimetalowy zostaje poddany zarówno ogrzewaniu, jak i zginaniu, naprężenie wypadkowe jest różnicą naprężeń pochodzących od zginania (naprężenie ściskające) i ogrzewania (rozciągające).
Naprężenie w punkcie podparcia, spowodowane odkształeceniem temperaturowym:
|  |  | {\displaystyle \sigma _{\xi g(mx)}={\frac {9}{4}}{\frac {E_{\xi }\Delta t(\alpha _{1}-\alpha _{2})g_{\xi }}{g_{1}+g_{2}}}} |  | (39) |

Naprężenie powstałe w wyniku zginania siłą działającą w punkcie podparcia, spowodowane odkształceniem temperaturowym, przy ogrzaniu o Δt, wynosi w przypadku strony czynnej (patrz: zależności (32) i (39)):
|  |  | {\displaystyle \sigma _{\xi (mx)}=\sigma _{\xi g(mx)}-\sigma _{\xi (x=g_{\xi })}={\frac {7}{4}}{\frac {g_{\xi }}{g_{1}+g_{2}}}E_{\xi }\Delta t(\alpha _{1}-\alpha _{2})} |  | (40) |

#### Maksymalny dopuszczalny przyrost temperatury termobimetalu podpartego[3]
Naprężenie maksymalne w termobimetalu podpartym i ogrzanym o Δt jest 1,75 razy większe niż w przypadku naprężeń występujących w termobimetalu o jednym końcu swobodnym, ogrzanym o taką samą różnicę temperatur (wzory (31) i (40), rys. 3a, c, d), w związku z czym dopuszczalny przyrost temperatury dla elementu termobimetalowego, podpartego na końcu, będzie 1,75 razy mniejszy ((34)).

## Materiały stosowane do produkcji termobimetali
Teoretycznie termobimetale mogą być wykonane z dowolnych rodzajów materiałów, które posiadają różne współczynniki rozszerzalności cieplnej, jednak w praktyce dodatkowe wymagania, stawiane im w zależności od zastosowania, ograniczają zakres użytych materiałów. Podstawowymi wymaganiami stawianymi termobimetalom są m.in.:
- duże wartości dopuszczalnych naprężeń[2],
- duża czułość[2],
- niewielka histereza odkształceń[7],
- mała wartość współczynnika rozszerzalności cieplnej w przypadku warstwy biernej i duża w przypadku warstwy czynnej[2][3],
- mała pojemność cieplna[2],
- odporność na korozję[2],
- dobra zgrzewalność lub lutowność[2],
- łatwa obróbka plastyczna[2],
- niezmienność parametrów w funkcji czasu[2][3],
- duża oporność w przypadku termobimetali ogrzewanych prądem elektrycznym[2][3].

Oprócz tego dąży się do tego, aby obydwie warstwy miały tak bardzo zbliżoną wartość modułu sprężystości wzdłużnej E, jak to tylko możliwe, ze względu na fakt, że w termobimetalu normalnym obydwie warstwy mogą mieć wtedy taką samą grubość, co z kolei wpływa korzystnie na rozkład naprężeń (warstwa obojętna leży w płaszczyźnie połączenia warstw), a oprócz tego upraszcza zależności matematyczne opisujące właściwości elementu.
Dokładny skład użytych stopów jest zależny od temperatury, w której docelowo będzie pracował element. Przy temperaturach do 200 °C najczęściej stosuje się inwar ze względu na niski współczynnik liniowej rozszerzalności cieplnej α, równy w tym zakresie temperatur ok. 1–2 · 10−6. Przy wyższych temperaturach zwiększa się procentową zawartość niklu przy zmniejszeniu zawartości żelaza w celu uzyskania większej stabilności i niezmienności współczynnika rozszerzalności liniowej w tym zakresie. Obecnie, ze względów ekonomicznych, najczęściej stosuje się stopy: FeNi31Co7, FeCo26Ni20Cr8, CoFe34Cr9.
Warstwa czynna może być wykonana z różnych stopów o wysokim współczynniku liniowej rozszerzalności cieplnej. Obecnie najczęściej stosuje się stale wysokoniklowe. Przykładowy skład stopu: 22% Ni, 2–3% Cr, reszta – Fe, α = 15 · 10−6. Dawniej stosowano także tombak (α = 18–19 · 10−6) i mosiądz (α = 19,8 · 10−6), jednak stopy te charakteryzują się dużo mniejszym współczynnikiem sprężystości niż inwar, przez co warstwa czynna musi być w takiej konfiguracji dużo grubsza niż warstwa bierna, co stanowi utrudnienie w wykonaniu i produkcji.
Połączenie inwaru ze stalami wysokoniklowymi jest szczególnie korzystne, ponieważ współczynniki sprężystości tych materiałów są praktycznie takie same, przez co grubości obu warstw mogą być równe. Oprócz tego granica plastyczności warstwy czynnej jest większa niż np. w przypadku mosiądzu.
Użycie termobimetali w temperaturze powyżej 600 °C wymaga zastosowania innych materiałów ze względu na fakt, że w tym zakresie temperatur materiały opisane powyżej ulegają odkształceniom trwałym. Można zastosować np. konfigurację: molibden na warstwę bierną, na warstwę czynną natomiast stop Inconel 601 o wysokiej zawartości chromu, zawierający np. 23% Ni, 14% Cr i 63% Fe. Pozwala on na teoretyczne stosowanie termobimetali w temperaturze do 800 °C.
W celu polepszenia właściwości elementu można pokryć go powłoką galwaniczną. Przykładowymi efektami nanoszenia powłok na termobimetalowe elementy są: zwiększenie ich odporności na korozję (powłoka nanoszona na powierzchnię elementu), zmniejszenie rezystancji elementu przy stosowaniu dużych prądów (powłoka z miedzi lub niklu, nanoszona na powierzchnię połączenia warstw elementu).

## Charakterystyki użytkowe
Wyróżnia się trzy graniczne temperatury danego elementu termobimetalowego, ograniczające jego zastosowanie:
- temperatura, przy której element może ulec odkształceniom trwałym;
- temperatura, przy której element podparty na końcu, tj. wywierający nacisk podczas ogrzewania, może ulec odkształceniom trwałym;
- temperatura, przy której spada wartość współczynnika czułości kt, co skutkuje zanikiem liniowości charakterystyki.

Praktyczne znaczenie w zastosowaniu elementów termobimetalowych mają także ich charakterystyki temperaturowe, wyznaczane dla danych elementów:
- φ(T) – kąt odkształcenia w funkcji temperatury,
- f(T) – strzałka ugięcia w funkcji temperatury,
- P(T) – siła oddziaływania podpartego końca termobimetalu w funkcji temperatury.

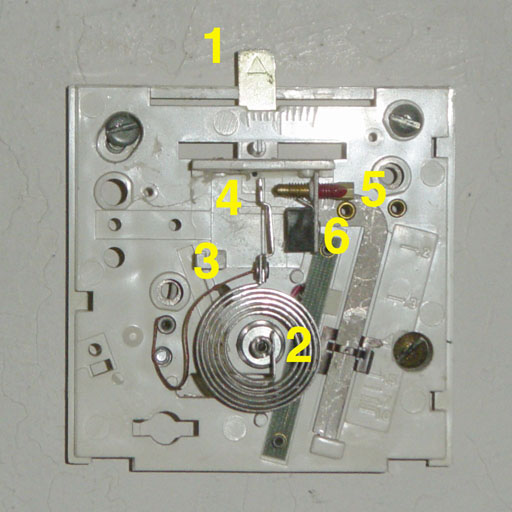
Spirala termobimetalowa w mechanizmie termostatu (na zdjęciu oznaczony jako 2)

## Niektóre zastosowania
- aktuatory termobimetalowe[6],
- bezpośredni pomiar temperatury[1][2][5];

Prosty termometr, którego wskazówka poruszana jest za pomocą termobimetalu (widocznego w środku tarczy, przy wskazówce)

- kompensacja temperaturowa; minimalizacja negatywnego wpływu wzrostu temperatury na dokładność przyrządów pomiarowych, osiągana poprzez odpowiednią zmianę łańcucha kinematycznego, która kompensuje zmianę czułości przyrządu wywołaną zmianą temperatury[1][2][3]. Stosowana m.in. w miernikach ciśnienia[3];
- w urządzeniach kompensujących zmiany długości, przełożenia, siły, powodowane przez zmianę temperatury[1];
- pomiary pośrednie różnych wielkości fizycznych, m.in. przy pomiarach ciśnienia i temperatury na drodze elektrycznej, np. w spalinowych silnikach samochodowych[2];
- przerywacze świateł sygnalizacyjnych (kierunkowskazy)[2].
- przetwarzanie i przekazywanie sygnałów w układach pomiarowych[2];
- stabilizacja temperatury, np. w żelazku[2];
- zabezpieczanie urządzeń elektrycznych przed zbyt dużym poborem prądu, np. w bezpiecznikach zwłocznych[1][2];
- zwieranie lub rozwieranie styków w aparatach elektrycznych przy odpowiedniej zmianie temperatury, stosowane m.in. w termostatach ogrzewanych oporowo, przekaźnikach temperaturowych nadmiarowych, termostatach podgrzewaczy wody, kotłach centralnego ogrzewania[3].

## Zalety i wady stosowania elementów termobimetalowych
| |  | |
| Zalety |  | Wady |
| – niska cena, – prostota wykonania, umożliwiająca produkcję masową, – liniowe charakterystyki odkształcenia w funkcji temperatury, nawet w zakresie wyższych temperatur, – mała ilość zajmowanego miejsca, – stosunkowo mała waga, – odporność na wstrząsy, – możliwość uzyskania bardzo małej bezwładności temperaturowej, – duża różnorodność dostępnych elementów pod względem gabarytów i kształtów, – duża dostępność, – stabilność i powtarzalność ugięcia (np. przez 20mln cykli), – możliwość stosowania w temperaturach do ok. 650 °C. |  | – mała gęstość energii, – możliwość bezpośredniej realizacji jedynie ruchu zginającego, – możliwość pracy przy niewielkich siłach działających na element. |